# Toxicodendron succedaneum
Espèce
Classification phylogénétique
Le Toxicodendron succedaneum (= Rhus succedanea L.), ou Arbre à cire, Sumac faux-vernis est un petit arbre de la famille des Anacardiacées originaire d'Asie.
La sève est utilisée au Nord Vietnam et à Taiwan à la production d'une laque, moins réputée que celle provenant de Toxicodendron vernicifluum.
Des graines, on extrait aussi une cire qui a servi à fabriquer des bougies et du savon, ainsi qu’une huile utilisée pour l’éclairage et l’industrie. Les médecine traditionnelles utilisent les racines, feuilles et fruits de l’arbre.

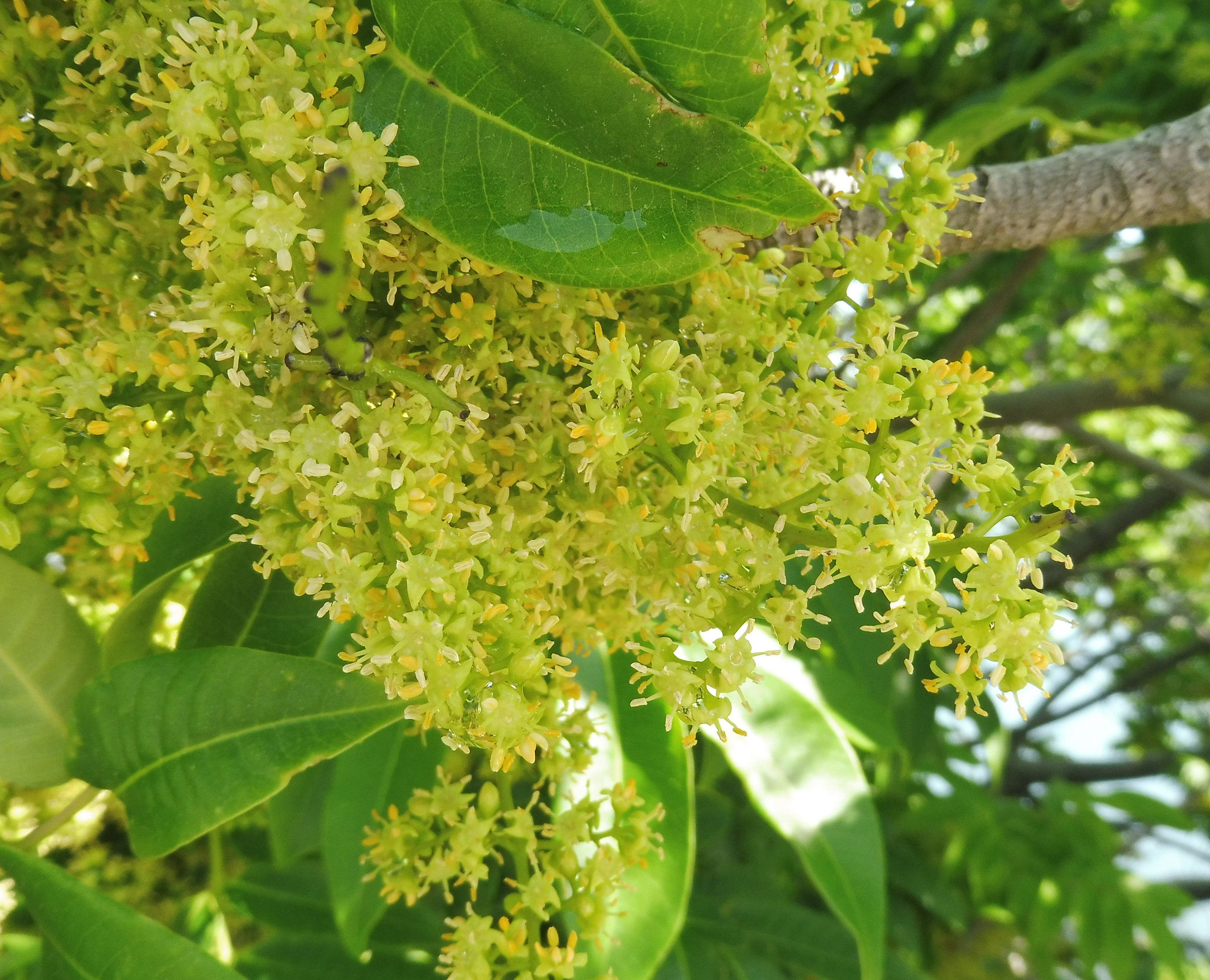
Fleurs

## Étymologie
Le nom de genre Toxicodendron est composé de deux noms grecs: τοξικός toxikos, signifiant « poison » et de δένδρον dendron, signifiant « arbre » soit « arbre toxique ».
L’épithète spécifique succedaneum vient du latin succedaneus « substitué, suppléant ».

## Nomenclature
Carl Linné décrit l’espèce en 1771, sous le nom de Rhus succedanea dans Mantissa Plantarum 2: 221, 1771.
Plus d’un siècle plus tard, Carl Ernst Otto Kuntze la reclasse dans le genre Toxicodendron dans Revisio Generum Plantarum 1: 154 en 1891.

## Synonymes
Suivant Plants of the World Online POWO, les synonymes sont
- Albonia peregrina Buc'hoz
- Rhus fraxinifolia Salisb.
- Rhus succedanea L.
- Toxicodendron succedanea (L.) Moldenke

## Description
Toxicodendron succedaneum est un arbre ou arbrisseau de 1–2 m de hauteur parfois jusqu’à 10 m, aux rameaux glabres à pubescents, à feuilles caduques.
La feuille composée comporte un pétiole de 6–9 cm et un limbe imparipenné de 20 à 35 cm de long, avec de 5 à 15 folioles, à apex acuminé, à bord entier, glabres à légèrement pubescent sur les deux faces. Le  limbe de la foliole est oblong-elliptique à ovale-lancéolé, de 3-16 × 0,9-5,5 cm. En vieillissant les feuilles rougissent.
L’inflorescence est une panicule (grappe de grappes), axillaire, très ramifiée, portant de petites fleurs vert jaunâtre d’environ 2 mm. Des fleurs unisexuées et bisexuées coexistent sur une même plante. L’espèce est dioïque (fleurs mâles et femelles séparées portées par des plantes différentes) ; ses fleurs sont pollinisées par les abeilles.
Le fruit est une drupe, asymétrique, plate, de 7–10 mm de diamètre, à apex excentrique, épicarpe mince, jaune, mésocarpe épais, blanc, cireux, avec des canaux longitudinaux bruns
En Chine, l’arbre fleurit en mai, et fructifie en juillet-octobre.

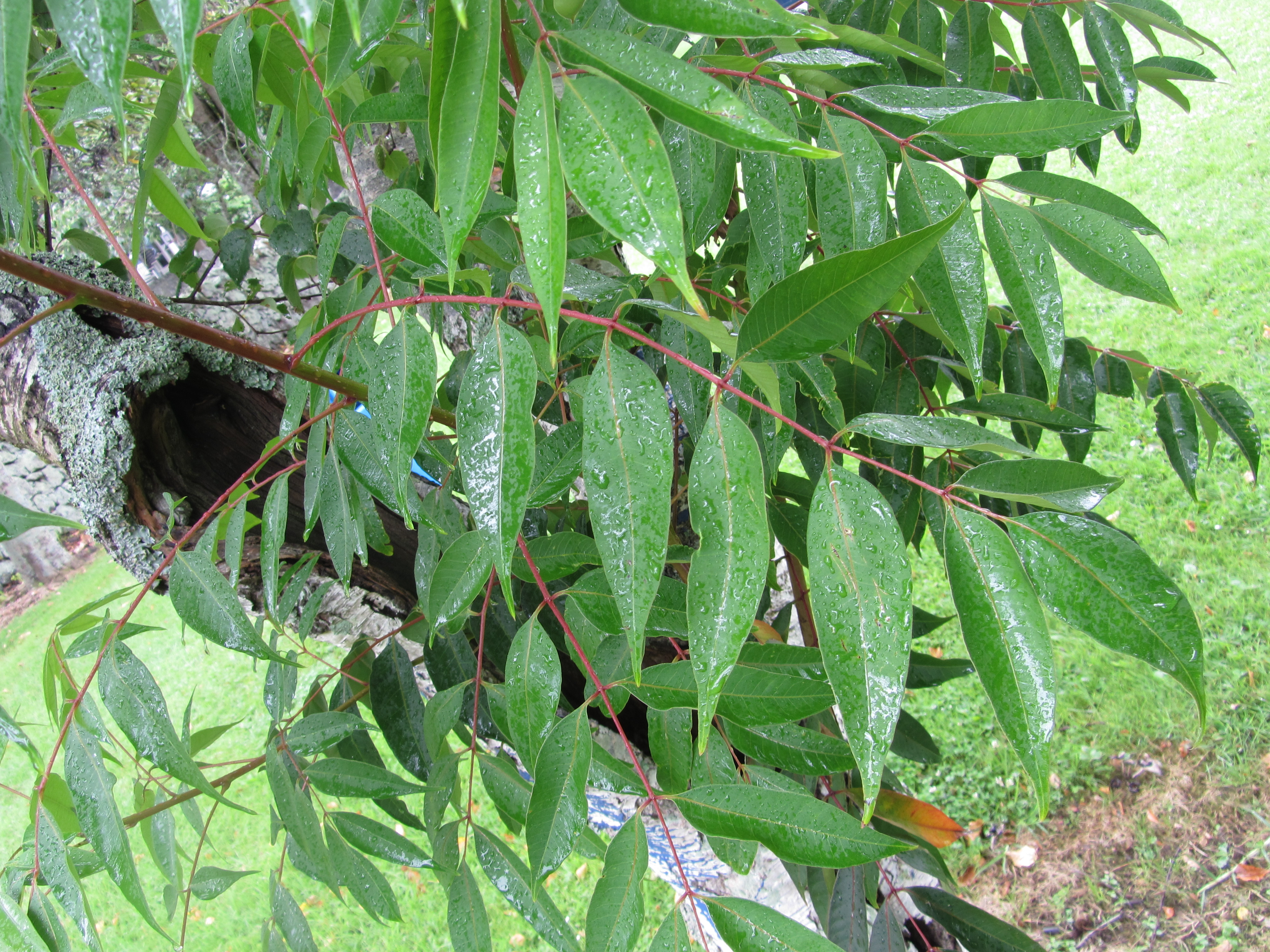
Feuille imparripennée à 13 folioles
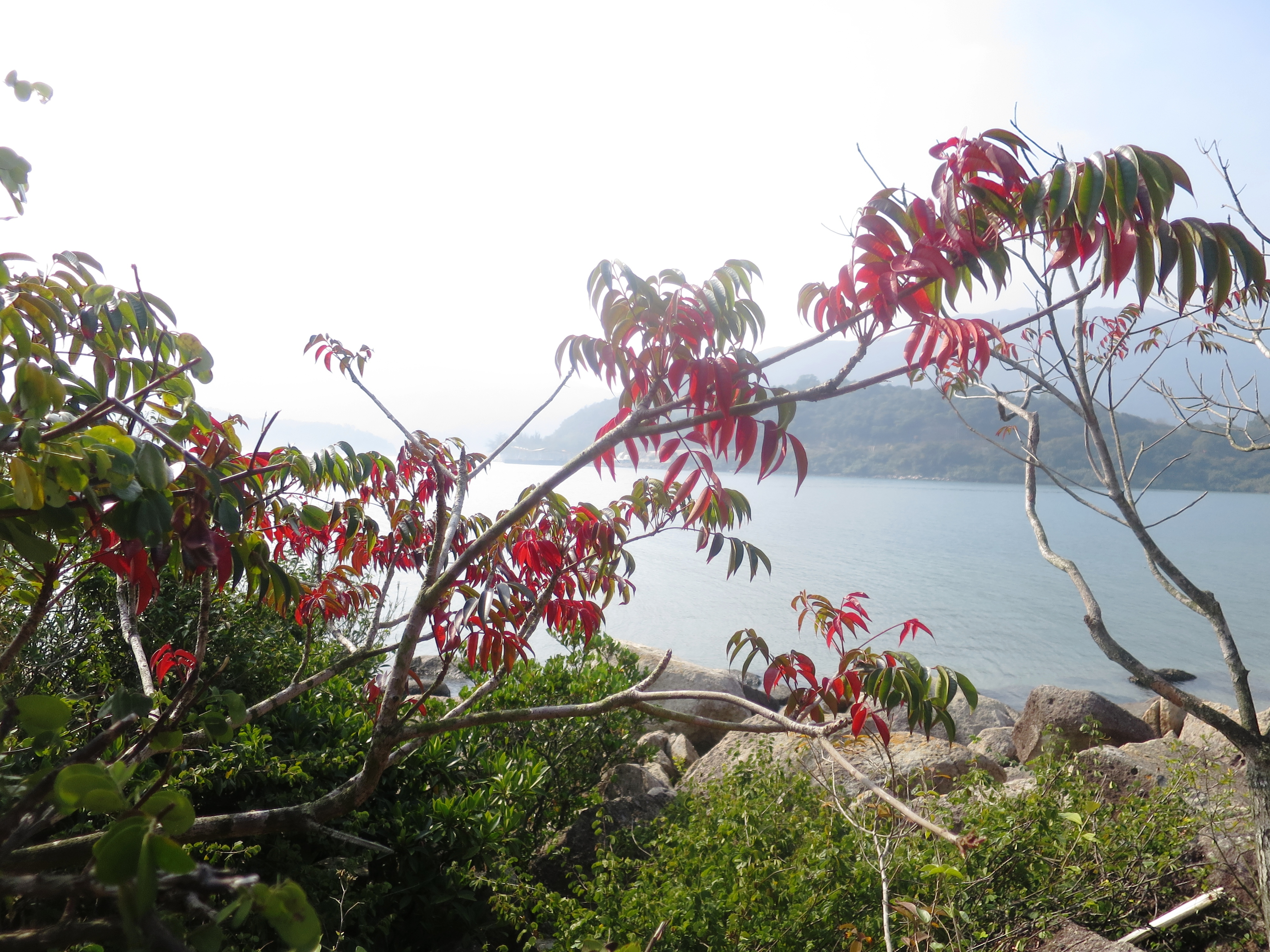
Rameau d'automne
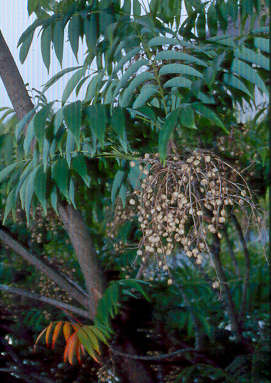
Fruits
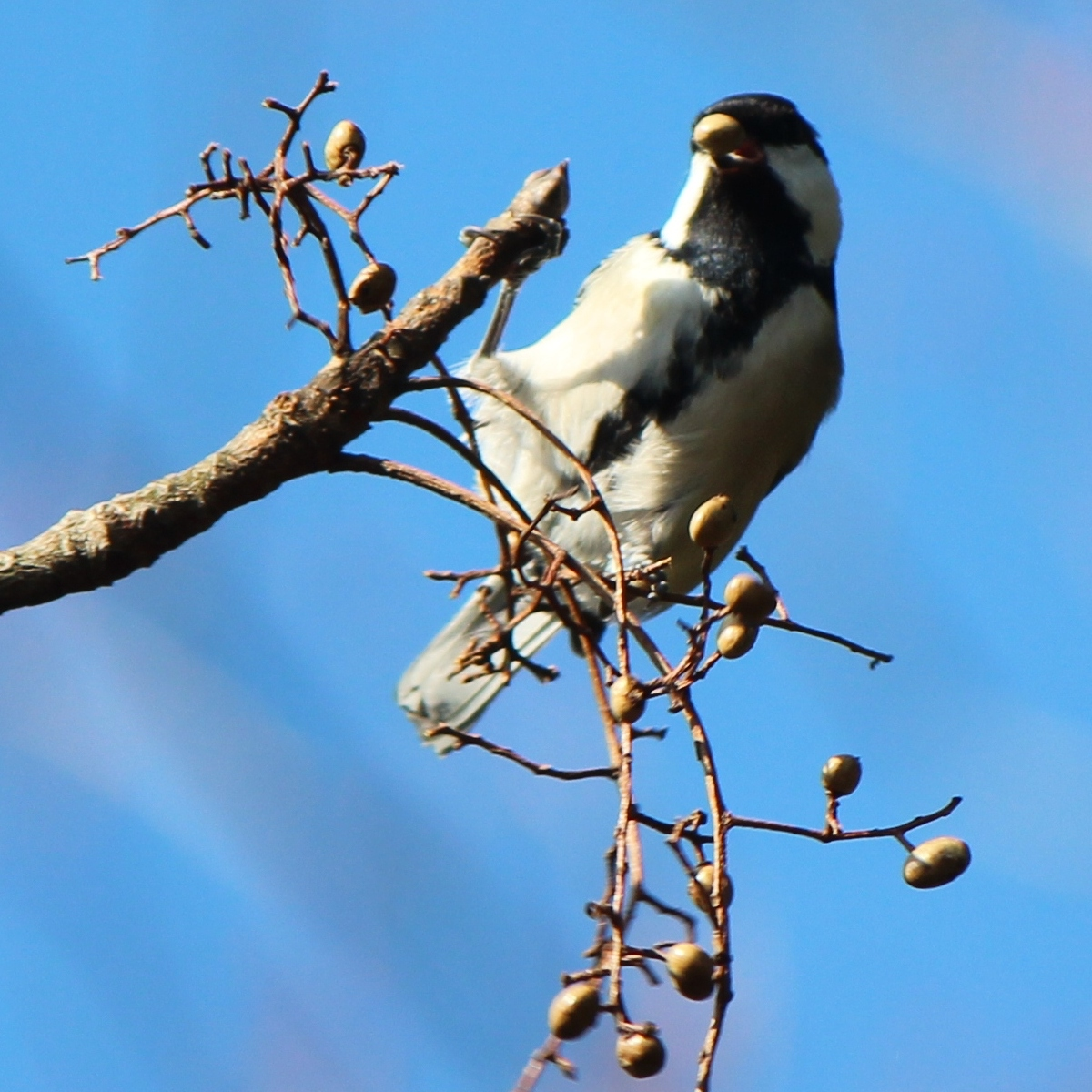
Parus minor mangeant les fruits de T. succedaneum

## Distribution

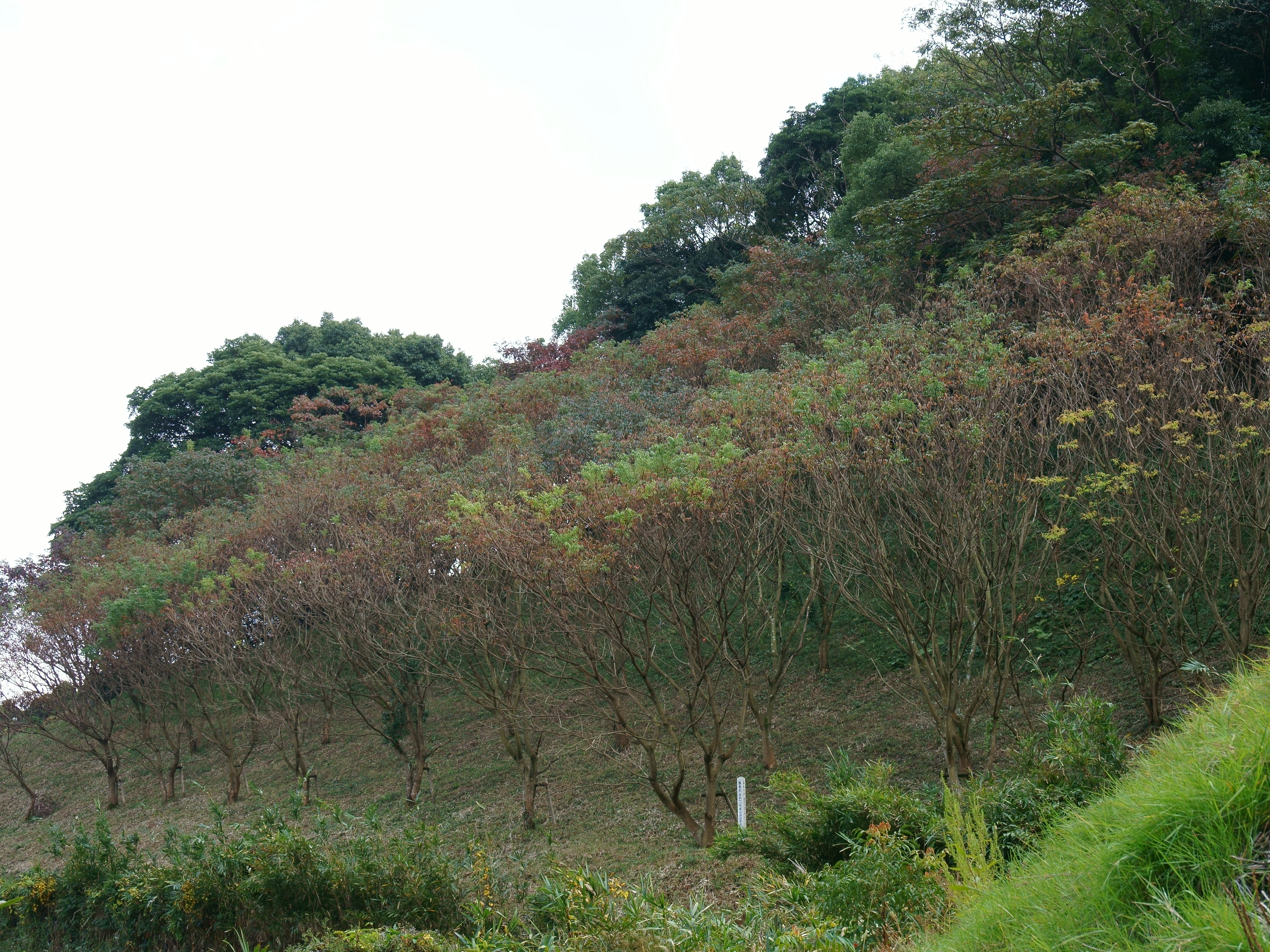
Plantation de T. succedaneum (Japon)

T. succedaneum a une large distribution en Asie : Chine, Taiwan, Cambodge, Inde, Japon, Corée, Myanmar, Laos, Thaïlande, Vietnam. L’espèce a été introduite en Australie, Nouvelle Zélande, Afrique du Sud, Brésil, et à Cuba. Elle a aussi été introduite à Taiwan en 1920.
Dans les pays où l’espèce a été introduite, elle s’est naturalisée et elle est classée comme envahissante.
En Chine, il croit dans les forêts de plaine et de colline, fourrés de plaine sur calcaire ; entre 100 et 1 500 (−2 500) m d’altitude, dans les régions tempérées et subtropicales sur des sols sableux, limoneux et argileux.

## Utilisations

### Laque
En Chine, la sève de l’arbre, Toxicodendron succedaneum (nommée yeqishu 野漆树 ou mulashu 木蜡树) est utilisée pour produire de la laque.
Les différentes espèces d’arbres à laque ne sont pas toujours bien différenciées. Il existe un nombre considérable de noms vernaculaires chinois qui peuvent être source de confusion. La laque de T. vernicifluum de Corée, Chine et Japon, la plus chère, est parfois falsifiée avec des laques vietnamiennes et birmanes de faible qualité et bon marché ainsi qu’avec du liquide de noix de cajou (Yu et al, 2021).
Traditionnellement, la sève des arbres à laque a été collectée sur six espèces différentes d' Anacardiaceae et, plus fréquemment, sur trois espèces: 1) Toxicodendron vernicifluum (Vernis du Japon) de Corée, de Chine et du Japon 2) Toxicodendron succedaneum ( Arbre à cire) du Nord Vietnam et de Taïwan; 3) Gluta usitata (Arbre à laque birman) du Myanmar et de Thaïlande.
L’analyse chimique de la sève permet de distinguer ces trois espèces. Le composant principal du premier est un 3-pentadécyle catéchol avec une chaîne latérale (l’urushiol), du second est un 3-heptadécyle catéchol avec une chaîne latérale (le laccol) et pour les troisième, il s’agit du thitsiol, un catéchol avec une chaîne latérale bien caractérisée. Au cours du processus de séchage, ces composants majeurs sont réticulés pour former une structure hautement polymérisée avec de l'oxygène et une enzyme d'oxydation, la laccase. Les films de laque complètement séchés possèdent des propriétés physiques utiles telles que la durabilité, la résistance thermique, la résistance chimique, la résistance à l'humidité, les propriétés isolantes et la capacité de produire des brillants élevés et de repousser les insectes.
L’analyse chimique des différentes laques permet de trouver leur origine.

### Cire, huile
L’enveloppe des graines a été utilisée pour produire de la cire, qui servait à fabriquer des bougies et du savon, en particulier en Chine, à Taiwan et au Japon,. Voir Bougie japonaise traditionnelle.
De la graine, on extrait un huile pour l’éclairage et pour des usages industriels.
En Chine,  l'écorce, la sève et la décoction sont utilisées comme insectifuge.
Son magnifique feuillage d'automne rouge vif en a fait un arbre d'ornement, mais cette utilisation est maintenant prohibée dans plusieurs pays à cause de la réaction allergique cutanée sévère que cause le contact de la peau avec toute partie de cette plante chez certaines personnes.

### Médecines traditionnelles
En Chine, les racines, les feuilles et les fruits sont recommandés pour détoxifier, arrêter les saignements, éliminer la stase sanguine et réduire les inflammations, et traiter les blessures traumatiques et la tuberculose. En Inde, on l'utilise aussi pour ses propriétés médicinales. Le fruit à chair acide serait comestible, mais la prudence est de rigueur à cause de la toxicité générale de la plante.